# Final Exit
Final Exit to szwedzki zespół grający hardcore punk. Byli jednym z pierwszych hardcore punkowych zespołów w Umei. Członkowie zespołu reprezentowali styl życia straight edge. Płyty Final Exit wydawane były przezz Desperate Fight Records, a także przez polską wytwórnię Shing Records. Na swojej stronie internetowej informują, że przestali grać dlatego, że byli: zbyt prawdziwi, aby być częścią dzisiejszej, fałszywej sceny. W roku 2007 doszło do reaktywacji zespołu.
Dave eXit (David Sandström) był także perkusistą Refused.
D-Rp (Dennis Lyxzén) był także wokalistą Refused.

## Dyskografia
- "Teg" (1994)
- "Umeå" (1997)